# Craspedosis norbeata
Craspedosis norbeata là một loài bướm đêm trong họ Geometridae.